# رهاب مرض السرطان
رهاب السرطان- أو الخوف من السرطان، والمعروف أيضًا باسم كارسينوفوبيا، هو رهاب شائع، واضطراب نفسي يسمى اضطراب القلق يتسم بالخوف المزمن من الإصابة بمرض السرطان. يمكن أن يظهر ذلك في صورة مشاعر هائلة من الحزن، والخوف، والذعر، والضيق. ويعد الخوف من الغصابة بالسرطان، واتخاذ التدابير الوقائية اللازمة، أمرًا طبيعيًا ما لم يتجاوز الخوف الحدود الطبيعية. حيث انه في بعض الحالات، التي يكون فيها الرهاب شديدًا، يمنع أصحابه من عيش حياة طبيعية.

## العلامات والأعراض
الأشخاص الذين يعانون من رهاب السرطان، يعانون في كثير من الأحيان أيضًا من الاكتئاب. وقد يصبح المرضى منعزلين، ومهووسين بصحتهم. وغالبًا يشعرون بالإرهاق المستمر، ويفشلون في أداء وظائفهم الحياتية المعتادة. يرتبط الخوف من السرطان بعدم الرغبة في وجود تخطيط للمستقبل، وكذلك بسوء نوعية الحياة بشكل عام،.

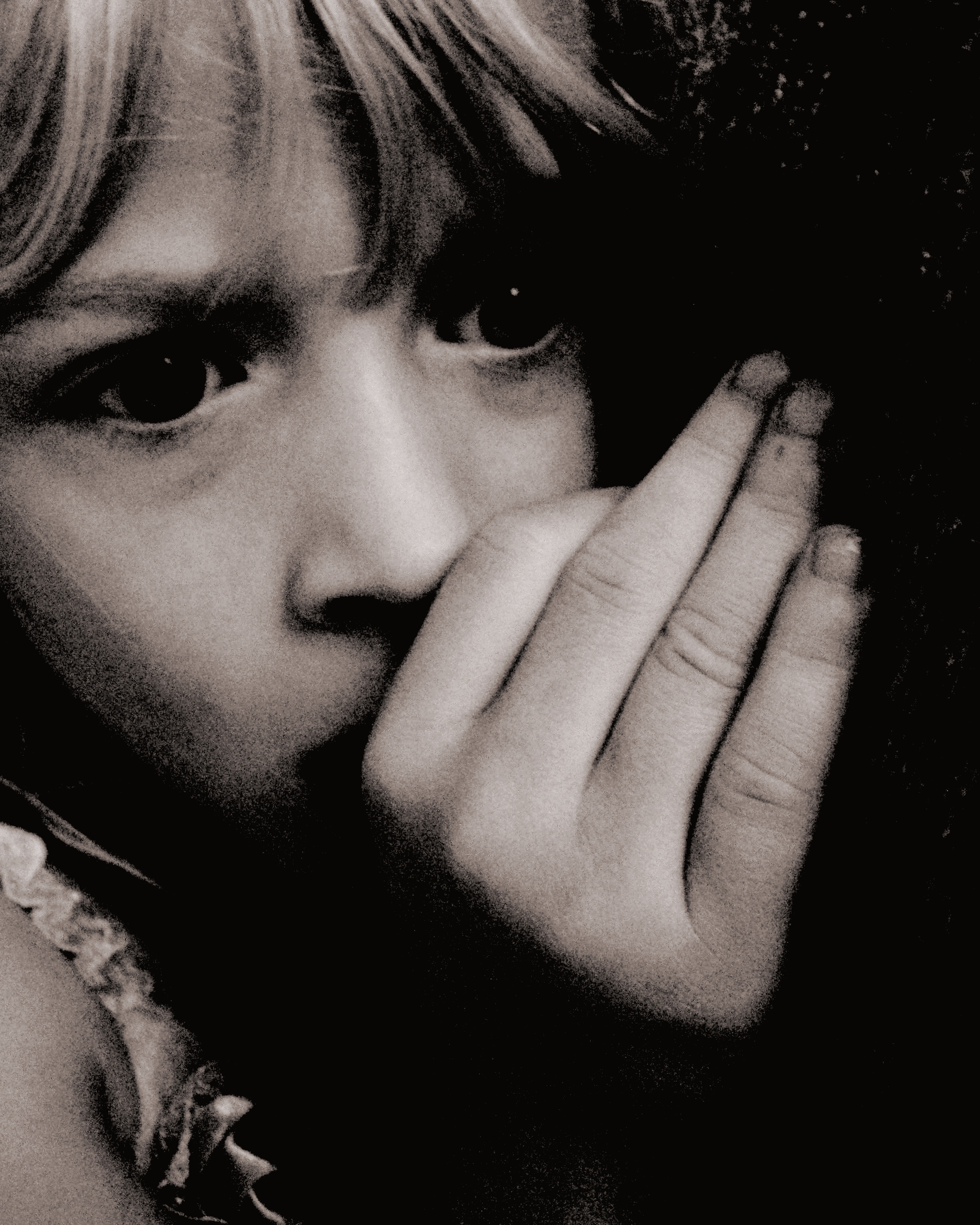

كما ينطوي رهاب السرطان على مجموعة من المخاوف، والتي تشمل:
- العلاجات المؤلمة.
- عدم وجود أحد لرعايتهم ، ونفور الناس من حولهم.
- التغيرات التي قد تحث في الشكل الخارجي، مثل فقدان الشعر.
- خسارة مصدر الرزق، وعدم القدرة على العمل.
- الموت.

ومن بين الأعراض المرافقة لرهاب السرطان، نذكر:
- الخوف المستمر من الإصابة بالمرض.
- الزيارات الكثيرة المتكررة لعيادة الطبيب، للإطمئنان عن الصحة.
- نوبات من الفزع والقلق ترافقها اعراض جسدية ونفسية، مثل الأرتعاش، والتعرق، والشعور بزادة ضربات القلب، الشعور بالدوار أو الإغماء، والبكاء والصراخ في بعض الأحيان.
- ظهور علامات الاكتئاب، وعدم القدرة على الاستمتاع بالحياة الطبيعية.
- الحذر الشديد في اختيار المأكولات والمشروبات، والتأكد من خلوها من المواد المسرطنة.

## الأسباب
وتعود أسباب رهاب السرطان، إلى تتفاقم المخاوف المحيطة بالسرطان بسبب الخوف من عدم القدرة على التنبؤ به، و"عدم قابليته للتدمير"، بالإضافة إلى لك المخاوف المرتبطة بالموت.
والناجين من مرض السرطان معرضون أيضًا للإصابة بهذا الرهاب، والخوف الشديد من تجدد أو تكرار المرض، بسبب تجربتهم السابقة معه. ونصف الناجين من السرطان تقريبًا، لديهم خوف متوسط إلى مرتفع من تكرار المرض وتجدده.
ويمكن أن يظهر رهاب السرطان أيضًا، عند الأشخاص الذين يعانون من الوسواس القهري. كما أن اضطراب الكرب التالي للصدمة النفسية، قد يكون أيضا سبب شائع للرهاب. وبشكل عام، يمكن لأي شخص أن يصاب بهذا الرهاب.
هناك العديد من العوامل، التي يمكنها الزبادة من خطر الإصابة بالقلق المرتبط بالسرطان. وقد يكون الأشخاص أكثر عرضة للقلق إذا مروا بتجارب معينة مثل:
- الإصابة بمرض السرطان في وقت سابق.
- رؤية أحد الاحباء والأعزاء يصاب بمرض السرطان.
- موت أحد الأحباء بسبب مرض السرطان.[4]
- مبالغة وسائل الإعلام في ذكر معلومات غير دقيقة عن مرض السرطان، والتركيز على معاناة مرضى السرطان.
- التعلم بالمحاكاة، حيث يمكن أن يصاب الأطفال برهاب السرطان، من خلال سلوك الآباء وردود أفعالهم تجاه المرض.[1]

## العلاج
فيما يتعلق بعلاج رهاب السرطان، يتم التوصية باستخدام الأساليب العلاجية النفسية مثل العلاج السلوكي المعرفي (CBT)، بوصفه تدخلات فعالة لمعالجة القلق لدى مرضى السرطان. كما يتم استخدام العلاج السلوكي المعرفي لمجموعة واسعة من المخاوف والرهاب، بما في ذلك رهاب السرطان. حيث يقوم بمساعدة المرضى على زيادة الوعي باضطرابهم، كما يوفر لهم طرقًا للتعامل مع مشاعرهم. كما تم تصميم العديد من الأساليب العقلية والجسدية، والتي من شأنها تخفيف القلق، والمساعدة في معالجة المخاوف والرهاب، بما في ذلك الخوف المرتبط بالسرطان. فمثلاً، تهدف مهارات الاسترخاء إلى تخفيف المخاوف والتوتر، والتوتر الجسدي. وتتضمن هذه المهارات: استرخاء العضلات التدريجي، والتخيل الموجه، والتنفس الحجابي. وتشمل أساليب ومهارات التأمل: كتابة اليوميات، والحركة التأملية، وممارسات اليوجا، والتاي تشي، والرقص اليقظ. وتشير الأبحاث العلمية، إلى أن مهارات الاسترخاء وأساليب التأمل لها تأثيرات صغيرة إلى كبيرة في معالجة القلق الناجم عن السرطان، أو الخوف منه. وفي بعض الحالات الشديدة من رهاب السرطان، يتم أخذ مهدئات ومضادات الاكتئاب والقلق من قبل الطبيب المختص، هذا، بالإضافة إلى غمكانية استخدام الطريقة الحديثة، المستخدمة في علاج العديد من انواع الرهاب، بما فيها رهاب السرطان، والمتمثلة في "البرمجة اللغوية العصبية"، والتي تعمل على إعادة برمجة العقل اللاواعي، لتغير عملية التفكيربحيث يتعلم المرء ألا يخاف من السرطان.